# Feliks Nowowiejski: II Symfonia op. 52 / III Symfonia op. 53
Feliks Nowowiejski: II Symfonia op. 52, III Symfonia op. 53 lub roboczo Feliks Nowowiejski – Symfonie – album Orkiestry Filharmonii Poznańskiej dyrygowanej przez Łukasza Borowicza z wykonaniem utworów symfonicznych Feliksa Nowowiejskiego.
Płyta ukazała się 23 grudnia 2017 pod szyldem DUX Recording Producers (nr kat. DUX 1446). Uzyskała nominację do Fryderyka 2018 w kategorii Album Roku – Muzyka Symfoniczna i Koncertująca.

## Lista utworów

### II Symfonia op. 52 (1938)
1. Andante mesto [4:23]
2. Allegro moderato e molto ritmico [3:05]
3. Grave – Allegro gaio [5:37]
4. Moderato assai e molto ritmico [2:56]
5. Adagio misterioso e molto tranquillo [5:49]
6. Allegro vivace [7:04]
7. Grave dramatico – Presto [2:38]

### III Symfonia op. 53 (1940)
8. Allegro molto vivo ed energico [10:27]
9. Andante tranquillo con espressione [6:56]
10. Scherzando (Tempo di Marcia) [7:24]
11. Lento tranquillamente [16:59]
Źródło.